# Steinhausen, Zug

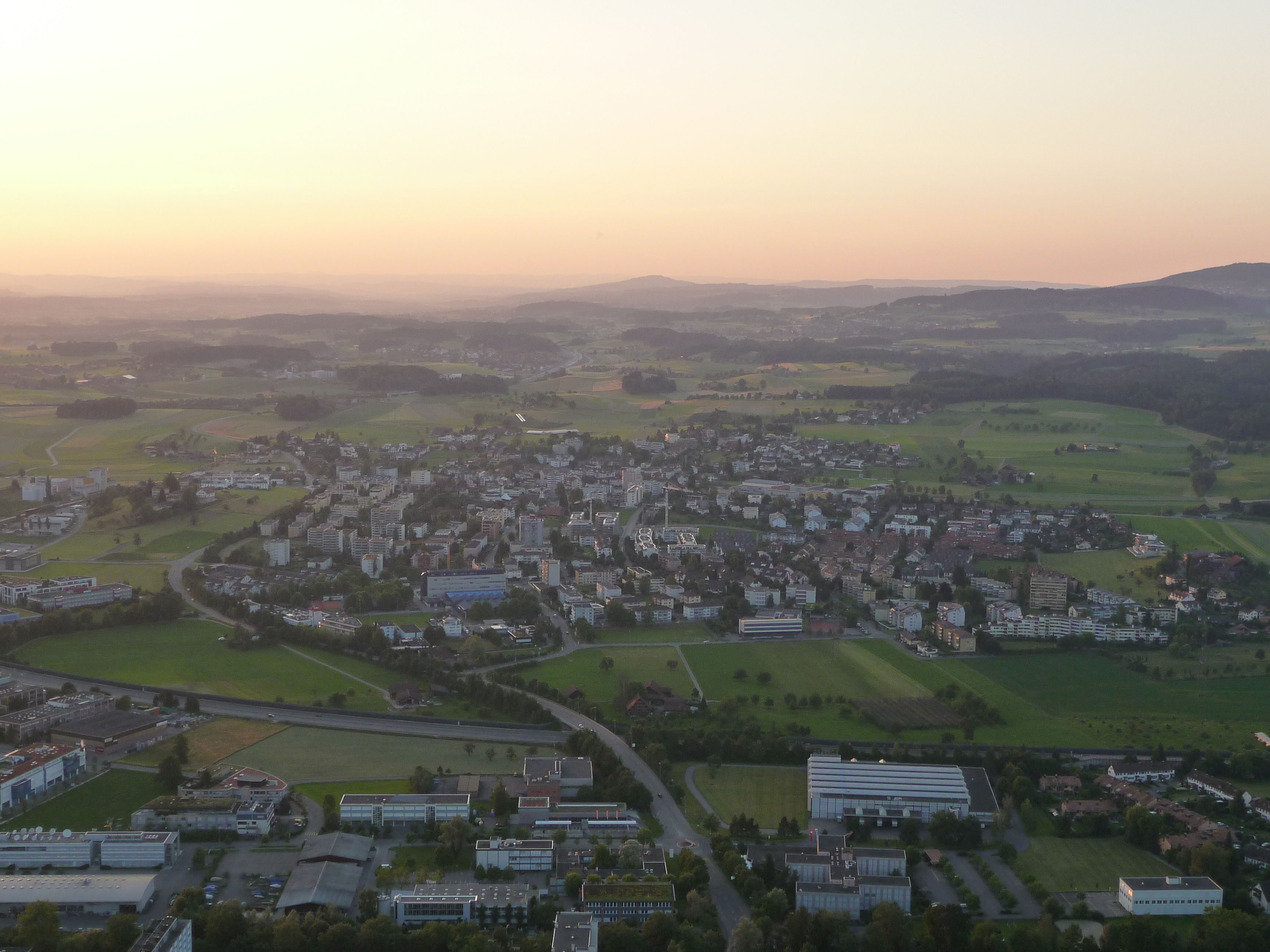
Vy över Steinhausen.

Steinhausen är en ort och kommun i kantonen Zug i Schweiz. Kommunen har 10 338 invånare (2023).
Förutom huvudorten Steinhausen ligger även byarna Bann och Erli i kommunen.
En majoritet (86,1 %) av invånarna är tyskspråkiga (2014). 56,4 % är katoliker, 17,3 % är reformert kristna och 26,3 % tillhör en annan trosinriktning eller saknar en religiös tillhörighet (2014).